# 高薩湖

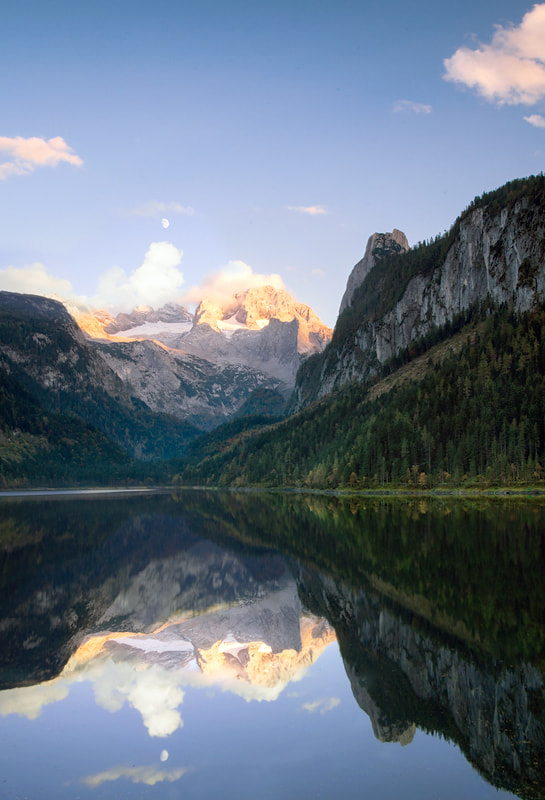

高薩湖（Gosauseen）是奧地利的湖泊，由上奧地利負責管轄，長1.8公里、寬0.5公里，面積0.5平方公里，海拔高度931米，最大水深82米，該湖有多種魚類棲息。
47°30′55″N 13°31′40″E / 47.5153°N 13.5278°E